# Рані (Доктор Хто)
Рані (англ. the Rani) — персонаж британського науково-фантастичного серіалу Доктор Хто. Роль Рані, у різні періоди, виконували Кейт О'Мара., Аніта Добсон та Арчі Панджабі у серіалі, а також Шиван Редмонд у аудіорозповідях від Big Finish Productions.
Персонаж був створений у спробі дати Доктору іншого постійного ворога, який, як Майстер, повертатиметься. Але згодом Рані з'явилася всього у двох історіях: «Мітка Рані» та «Час і Рані», перед тим, як класичний серіал Доктор Хто закінчився у 1989 році. Також Рані з'явилась у якості основного лиходія в серії «Виміри у часі», спеціальному благодійному випуску, який було знято для фестивалю «Діти в потребі». Додатково з'явилась в аудіоісторії «Еліта Рані», де була озвучена Шиваною Редмонд, і з'являлась в спін-офф романах. У серії «Міжзоряний пісенний конкурс», у сцені після титрів, місіс Флад, загадковий персонаж у виконанні Аніти Добсон, яка з'являлась протягом 14 (2024) та 15 (2025) сезонів, розкриває себе, як Володарку Часу Рані. Під час регенерації «двогенерує» і отримує нове втілення у виконанні Арчі Панджабі, представляючи нову Рані, окрему фізичну сутність, як це раніше трапилось з Доктором.

## Короткий опис
Рані — володарка часу, зла жінка-науковець, чиє лиходійство виходить не зі звичайної жадоби влади як такої, але з настрою перетворювати все в об'єкти своїх досліджень. Вона відома тим, що поневолювала цілі планети, такі як Міасімія Горія, щоб роздобути ряд предметів для експериментів і місце для досліджень. Її основний інтерес — працювати «абияк» з іншими біохімічними видами.

## Історія

### Дитинство і вигнання
Рані була ровесницею Доктора. На планеті Галліфрей, в академії, вона належала до групи дітей, які називали себе Дека. Крім Доктора, до цієї групи також належав її майбутній ворог — Майстер. Є безліч натяків на минулі відносини Рані та Доктора, але ця тема так і не отримала розвитку. На відміну від інших членів Дека, вона вирішила не залишати Галліфрей, але була вигнана після того, як одна з її лабораторних мишей в результаті експерименту зросла до величезних розмірів і з'їла кота Президента Галліфрея.

### Життя у вигнанні

#### Присутність в історії Землі
На відміну від Доктора, Рані не мала особливої любові до Землі, але Земля була центром деяких її досліджень. Коли жителі на Міасімія Горія, планеті, яку вона поневолила, занурились у хаос і стали неконтрольні через низку її експериментів, Рані відвідала різні часові точки Землі, щоб витягти хімічні речовини з мозку людей. Оскільки хімічні речовини, про які йде мова, дозволяють людям спати, то їх відсутність робить з жертв Рані жорстоких та неконтрольованих, як і тих, над якими вона працювала раніше. Тому Рані спеціально відвідала всі ті місця, в яких було багато насильства, щоб приховати свою присутність і не виділятися. Рані відвідала Троянську війну, Темне століття, Війну за незалежність США, і, нарешті, Луддитів в Кіллінгворся XIX століття.
До цього вона відвідала Землю в період пізнього Крейдяного періоду і зібрала там кілька зародків Тиранозавра Рекса.
Але Майстер, а згодом і Доктор, перервали її роботу. Доктор пошкодив навігаційну систему ТАРДІС Рані, заманюючи її та Майстра всередину, де через розлиття часу зародок Тиранозавра Рекса почав рости до небезпечних розмірів.

#### На Терра Нові
Рані з'являється в спін-офф романі «Стан зміни». Тут Майстер тікав від ТАРДІС Рані, розколов консольну кімнату і залишивши колишню однокласницю напризволяще в просторово-часовому пузирі, поки вона не натрапила на милосердну істоту, яка створила кишеню реальності, де римляни заволоділи технологіями XX століття. Рані спробувала влаштувати політичні махінації в цій реальності перед втручанням Доктора, але потім втекла на своїй вже відремонтованій ТАРДІС.

#### На Тетрапіріарбусі та Лакертії
На планеті Тетрапіріарбусі Рані знайомиться та наймає Тетрапса, яким керує Ураков. Разом з ними Рані поневолює мирну планету Лакертія і планета стає частиною плану Рані. Вона викрадає 11 вчених-геніїв з часу і простору, включаючи Альберта Ейнштейна з Землі. Нарешті, вона вирішила «отримати в колекцію» Доктора та починає атакувати його ТАРДІС, змушуючи йти її через турбулентність. Через це Доктор травмує свою голову, що призводить до його регенерації з Шостого в Сьомого Доктора.
Потім Рані пускає по каналу інтелекти геніїв в гігантський мозок, який зможе, на її думку, знайти секрет, як маніпулювати дивною речовиною. Вона потрібна для того щоб зробити планету Лакертія Маніпулятором Часу для того, щоб виправити те, що вона вважала помилковим в тимчасовій лінії Всесвіту. Її першою метою була Земля, де вона хотіла запобігти вимирання динозаврів, істот, чий повний потенціал так і не був реалізований на думку Рані. Рані вважала, що смерть лакертіанців — це найменша ціна для Всесвіту. Але все ж Доктор зіпсував її плани та Тетрапс обернувся проти неї, полонивши її на своїй рідній планеті.

#### Виміри у часі
В «Виміри у часі» Рані намагалася захопити всі інкарнації Доктора з часу. Там вона подорожувала із супутником, що називав себе Ціріан.

## Новітні серії
В «Кінець Світу» Дев'ятий Доктор каже, що його рідна планета загинула і що він останній Володар Часу. Невідомо точно, чи загинула Рані разом з іншими.
У серпні 2007 газета The Sun надрукувала інформацію про те, що Рані повернеться в 3 сезоні, і її роль виконає актриса Зое Лакео. Згодом, BBC спростували цю інформацію і 3 сезон не містить жодної згадки про Рані.
У кінці серії «Останній Володар Часу», жіноча рука підіймає кільце Майстра зі зловісним сміхом на тлі. У коментарях до епізоду Рассел Ті Дейвіс пожартував, назвавши цю руку «рукою Рані», і також сказав, що цієї сцени не буде в наступному році. Вони поставили цю сцену для того, щоб дати можливість для майбутньої команди повернути Майстра, якщо вони того захочуть. У Doctor Who Magazine Рассел Ті Дейвіс пояснив, що «не знав, що Рані настільки відома» і що рука не призначалася для зображення Рані.
Також спливли чутки про те, що Емі Вайнгауз зіграє Рані в кінці сезону. Це був жарт NME.com.
У серпні 2007, The News of the World надрукували інформацію про те, що Джоан Коллінз буде грати Рані в 4 сезоні. Це повідомлення було також підтверджено TV Week, але також виявилося брехнею.
У фіналі епізоду «Міжзоряний пісенний конкурс» (2025) розкривається, що місіс Флад, загадкова персонажка, яку грає Аніта Добсон і яка вперше з’явилася як сусідка Рубі Сандей у 14 (2024) та 15 (2025) сезонах, є інкарнацією Рані. Наприкінці епізоду, у сцені після титрів, вона проходить процес «двогенерації», набуваючи нового тілесного втілення у виконанні Арчі Панджабі. У ролі місіс Флад Рані є сусідкою як Рубі Сандей, так і Белінди Чандри, періодично порушує «четверту стіну» та згодом спостерігається переслідуючою Доктора крізь простір і час.

## Інші появи
Піп і Джейн Бейкер записали її як лідера в BBV аудіодрамі «Рані пожинає урожай», яка прямує через деякий час після «Час і Рані», а також записали її як злочинницю в грі-книзі для дітей, під назвою «Раса проти Часу».
Рані коротко з'являється в паралельному Всесвіті новели «Квантовий архангел». У цій реальності вона, Майстер, Монк та Дракс — група німецьких вчених.
Коротка історія «Рятування» показує, як Рані врятувала Ціріана від вторгнення кіберлюдей на його рідну планету.
В історії «День Клоуна» серіалу «Пригоди Сари Джейн» з'являється персонаж на ім'я Рані Чандра. Але продюсер Рассел Ті Дейвіс підтвердив в Doctor Who Magazine, що «це не Рані».
В оповіданні Рейчел Мід «Щось запозичене», написаному для антології, випущеної до 50-річного ювілею серіалу, Рані з'являється на планеті Котур, де проводить експерименти над місцевими жителями в надії знайти спосіб керувати процесом регенерації.

## Появи в «Докторі Хто»
| Номер | Епізод       | Оригінальна назва      | Сценарист          | Режисер       | Дата виходу     |
| ----- | ------------ | ---------------------- | ------------------ | ------------- | --------------- |
| 140   | «Мітка Рані» | «The Mark of the Rani» | Піп і Джейн Бейкер | Сара Хеллінгс | 2-9 лютого 1985 |

| Номер | Епізод       | Оригінальна назва   | Сценарист          | Режисер      | Дата виходу       |
| ----- | ------------ | ------------------- | ------------------ | ------------ | ----------------- |
| 148   | «Час і Рані» | «Time and the Rani» | Піп і Джейн Бейкер | Ендрю Морган | 7-28 вересня 1987 |

| Номер | Епізод          | Оригінальна назва    | Сценарист                       | Режисер           | Дата виходу          |
| ----- | --------------- | -------------------- | ------------------------------- | ----------------- | -------------------- |
|       | «Виміри у часі» | «Dimensions in Time» | Джон Нетан-Тернер і Девід Роден | Стюарт МакДональд | 26-27 листопада 1993 |

### Аудіорозповіді
| Назва          | Оригінальна назва    | Автор           | Дата виходу  |
| -------------- | -------------------- | --------------- | ------------ |
| «Еліта Рані»   | «The Rani Elite»     | Джастін Річардс | грудень 2014 |
| «Планета Рані» | «Planet of the Rani» | Марк Платт      | жовтень 2015 |

### Новели
| Название               | Оригинальное название   | Автор           | Дата выхода  |
| ---------------------- | ----------------------- | --------------- | ------------ |
| «Стан зміни»           | «State of Change»       | Кристофер Буліс | грудень 1994 |
| «Розділені лояльності» | «Divided Loyalties»     | Гері Расселл    | жовтень 1999 |
| «Квантовий архангел»   | «The Quantum Archangel» | Крег Хінтон     | січень 2001  |
| «Щось запозичене»      | «Something Borrowed»    | Рейчел Мід      | 2013         |

### Короткі оповідання
| Название    | Оригинальное название | Автор       |
| ----------- | --------------------- | ----------- |
| «Рятування» | «Rescue»              | Девід Родан |